# Bengali-britânicos
Bengali-britânicos são pessoas nascidas no Bangladesh que adquiriram a cidadania do Reino Unido por naturalização. Durante a década de 1970, muitos bengalis migraram para a Inglaterra. A maior diáspora vive nos bairros da zona leste de Londres, como o Tower Hamlets. Na ilha, eles são conhecidos como "londonis"